# Боак
Боак — муніципалітет в провінції Маріндук на Філіппінах. За даними перепису 2010 року населення складало 52 892 особи.
Боак є адміністративним та економічним центром провінції Маріндук. Тут розташовані головні офіси підприємств. Баранґаї Сан-Мігель, Муралон і Меркадо є діловим центром міста. Тут розташований центральний ринок, висотні будівлі, спортивна арена. В баранґаї Ісок розташовані освітні установи.
Боак адміністративно поділяється на 61 баранґай.
Назва міста походить від вісайського слова «biak», що означає «розділяти». Адже місто розділене на дві частини річкою, яка протікає зі сходу на захід.